# Fischerhäuschen im Schillingspark (Gürzenich)

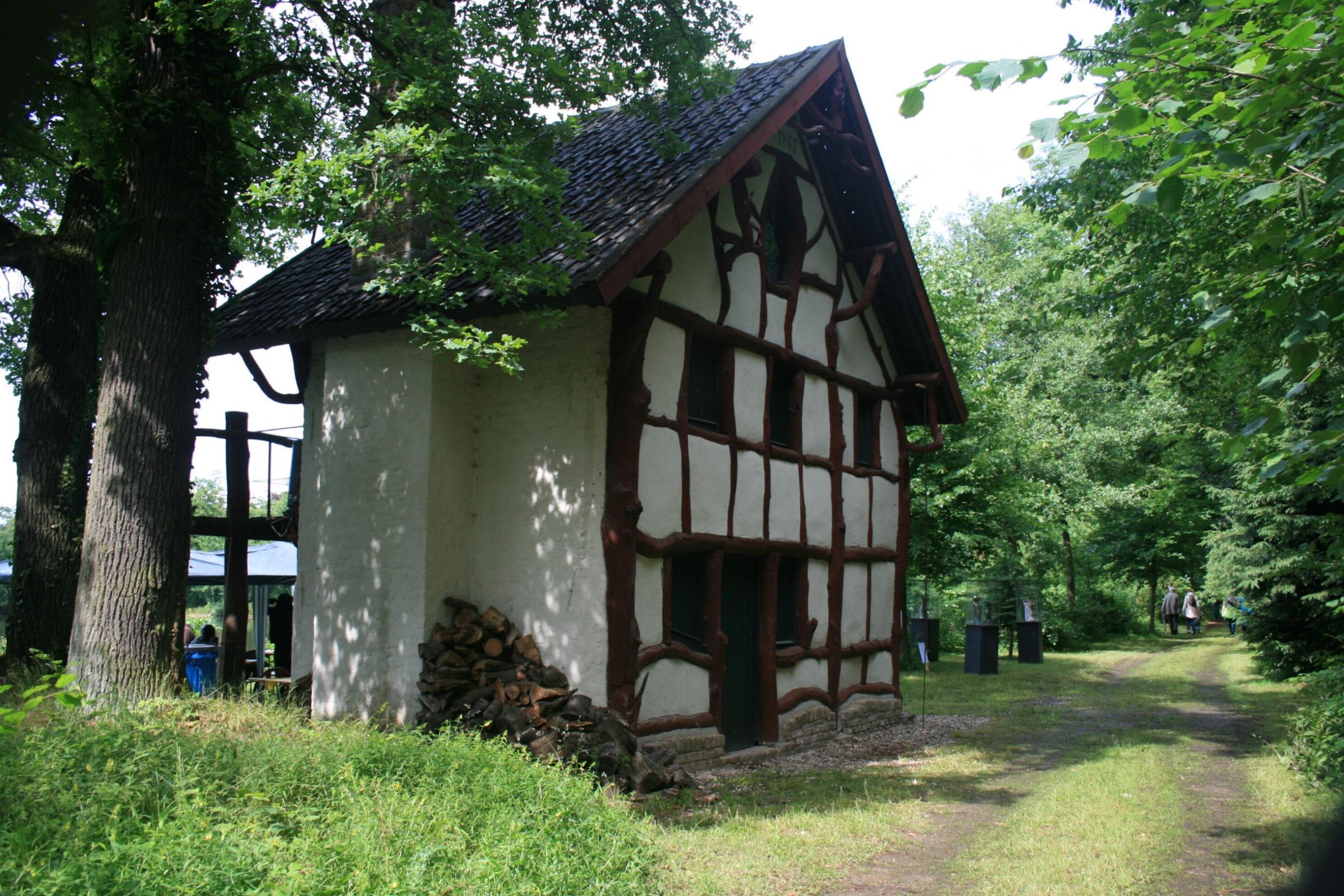
Fischerhäuschen im Schillingspark

Das Fischerhäuschen im Schillingspark befindet sich im Dürener Stadtteil Gürzenich in Nordrhein-Westfalen, Schillingsstraße 331. 
Das sogenannte Fischerhäuschen steht im Schillingspark. Es ist inschriftlich auf das Jahr 1867 datiert. Das kleine zweigeschossige Fachwerkhaus hat ein Satteldach. Das Gebäude ist in Fachwerkmanier aus unbehauenen Stämmen erbaut.
Das Bauwerk ist unter Nr. 6/001c in die Denkmalliste der Stadt Düren eingetragen.